# 1996-os Formula–1 világbajnokság
Az 1996-os Formula–1-es szezon volt a 47. FIA Formula–1 világbajnoki szezon. 1996. március 10-étől október 13-áig tartott, és tizenhat futamból állt.
Damon Hill 1994-es és 1995-ös második helyezése után egyéni világbajnok lett. Apja, Graham Hill is világbajnok lett, így ők lettek a sportág történetében az első apa-fia páros, akik képesek lettek erre. A gyártók versenyében könnyedén győzött a Williams, nyolcadik címét nyerte, és nem volt olyan vetélytársa, amely komoly kihívó lehetett volna. Hill dolgát alaposan megnehezítette újonc csapattársa, Jacques Villeneuve, aki végig harcban volt a bajnoki címért.
Ez volt a Williams csapat számára a dicsőséges korszak végének kezdete, amely bár kitartott a következő idény végéig, Damon Hill, a tervező Adrian Newey és a Renault motorpartner távozásával lassan elmúlt.
Két világbajnoki címe után Michael Schumacher a Benettontól a Ferrarihoz igazolt, ebben az idényben harmadikként végzett. Az éveken át csak szenvedő Ferrari elkezdte a felemelkedést, a Benetton ezzel szemben lassan elkezdett visszasüllyedni a középmezőnybe. Az idény egyik fénypontja volt a monacói nagydíj, amit mindössze hárman fejeztek be, Olivier Panis pedig karrierje első és egyetlen győzelmét aratta. 1979 óta most először fordult elő, hogy brazil versenyző egyáltalán nem állt a dobogón, és ezután 12 évet kellett várni arra, hogy újra brit világbajnoka legyen a sportágnak.
Ebben az évben debütált Jacques Villeneuve mellett Tarso Marques, Giancarlo Fisichella és Ricardo Rosset. Ez volt az első év, melyben a Magyar Televízió minden futamot közvetített.

## Csapatok és versenyzők
Az 1974 óta alkalmazott számozási rendszert megváltoztatták. A Ferrari kapta az 1-es és 2-es számokat, mert a címvédő Michael Schumacher náluk versenyzett (annak ellenére, hogy a Ferrari egyébként csak konstruktőri harmadik lett). A Benetton kapta a 3-ast és a 4-est, mint címvédő konstruktőri bajnok, a Williams az 5-öst és a 6-ost, mert másodikok lettek, a 7-es és a 8-as a McLaren-é lett a negyedik helyért, a Ligier 9-est és 10-est az ötödik helyért és így tovább. A 13-as számot továbbra sem osztották ki.
| Csapat                      | Konstruktőr        | Modell         | Motor                             | Rajtszám | Pilóta                | Teszt pilóták            |
| --------------------------- | ------------------ | -------------- | --------------------------------- | -------- | --------------------- | ------------------------ |
| Scuderia Ferrari            | Ferrari            | F310           | Ferrari 046 3.0 V10               | 1        | Michael Schumacher    | Nicola Larini            |
| Scuderia Ferrari            | Ferrari            | F310           | Ferrari 046 3.0 V10               | 2        | Eddie Irvine          | Nicola Larini            |
| Mild Seven Benetton Renault | Benetton-Renault   | B196           | Renault RS8 3.0 V10               | 3        | Jean Alesi            | Vincenzo Sospiri         |
| Mild Seven Benetton Renault | Benetton-Renault   | B196           | Renault RS8 3.0 V10               | 4        | Gerhard Berger        | Vincenzo Sospiri         |
| Rothmans Williams Renault   | Williams-Renault   | FW18           | Renault RS8 3.0 V10               | 5        | Damon Hill            | Jean-Christophe Boullion |
| Rothmans Williams Renault   | Williams-Renault   | FW18           | Renault RS8 3.0 V10               | 6        | Jacques Villeneuve    | Jean-Christophe Boullion |
| Marlboro McLaren Mercedes   | McLaren-Mercedes   | MP4/11 MP4/11B | Mercedes FO 110 3.0 V10           | 7        | Mika Häkkinen         | Jan Magnussen            |
| Marlboro McLaren Mercedes   | McLaren-Mercedes   | MP4/11 MP4/11B | Mercedes FO 110 3.0 V10           | 8        | David Coulthard       | Jan Magnussen            |
| Ligier Gauloises Blondes    | Ligier-Mugen-Honda | JS43           | Mugen-Honda MF-301 HA 3.0 V10     | 9        | Olivier Panis         | Kelvin Burt              |
| Ligier Gauloises Blondes    | Ligier-Mugen-Honda | JS43           | Mugen-Honda MF-301 HA 3.0 V10     | 10       | Pedro Diniz           | Kelvin Burt              |
| B&H Total Jordan Peugeot    | Jordan-Peugeot     | 196            | Peugeot A12 3.0 V10               | 11       | Rubens Barrichello    | Gianni Morbidelli        |
| B&H Total Jordan Peugeot    | Jordan-Peugeot     | 196            | Peugeot A12 3.0 V10               | 12       | Martin Brundle        | Gianni Morbidelli        |
| Red Bull Sauber Ford        | Sauber-Ford        | C15            | Ford JD Zetec-R 3.0 V10           | 14       | Johnny Herbert        | Norberto Fontana         |
| Red Bull Sauber Ford        | Sauber-Ford        | C15            | Ford JD Zetec-R 3.0 V10           | 15       | Heinz-Harald Frentzen | Norberto Fontana         |
| Footwork Hart               | Footwork-Hart      | FA17           | Hart 830 3.0 V8                   | 16       | Ricardo Rosset        | nem volt                 |
| Footwork Hart               | Footwork-Hart      | FA17           | Hart 830 3.0 V8                   | 17       | Jos Verstappen        | nem volt                 |
| Tyrrell Yamaha              | Tyrrell-Yamaha     | 024            | Yamaha OX11A 3.0 V10              | 18       | Katajama Ukjó         | Emmanuel Collard         |
| Tyrrell Yamaha              | Tyrrell-Yamaha     | 024            | Yamaha OX11A 3.0 V10              | 19       | Mika Salo             | Emmanuel Collard         |
| Minardi Team                | Minardi-Ford       | M195B          | Ford EDM2 3.0 V8 Ford EDM3 3.0 V8 | 20       | Pedro Lamy            | nem volt                 |
| Minardi Team                | Minardi-Ford       | M195B          | Ford EDM2 3.0 V8 Ford EDM3 3.0 V8 | 21       | Giancarlo Fisichella  | nem volt                 |
| Minardi Team                | Minardi-Ford       | M195B          | Ford EDM2 3.0 V8 Ford EDM3 3.0 V8 | 21       | Tarso Marques         | nem volt                 |
| Minardi Team                | Minardi-Ford       | M195B          | Ford EDM2 3.0 V8 Ford EDM3 3.0 V8 | 21       | Giovanni Lavaggi      | nem volt                 |
| Forti Grand Prix            | Forti-Ford         | FG01B FG03     | Ford ECA Zetec-R 3.0 V10          | 22       | Luca Badoer           | Franck Lagorce           |
| Forti Grand Prix            | Forti-Ford         | FG01B FG03     | Ford ECA Zetec-R 3.0 V10          | 23       | Andrea Montermini     | Franck Lagorce           |

### Csapatváltozások
- A Benetton kérelmére olasz licenszet kapott, így hivatalosan is olasz konstruktőr lett - annak ellenére is, hogy a gyár és a székhelyük továbbra is Angliában volt[7].
- A Jordan új névadó szponzort kapott a Benson & Hedges cigaretta személyében, ahogy az üzemanyagellátásért felelős Total és a motorpartner Peugeot is bekerültek a nevükbe[8].
- A Tyrrell elvesztette a Nokiát mint névadó szponzort[9].
- A Forti is elvesztette a Parmalat támogatását, továbbá a Ford gyári támogatását is (a motorjaikat ugyanúgy használták).
- A Minardi csapat nevéből kikerült a Scuderia Italia, amely két idényen keresztül szerepelt benne, miután egyesültek a BMS Scuderia Italiával.
- Habár Gérard Larrousse fogadkozott, hogy a Larrousse csapat számára az 1995-ös idény kihagyása ellenére van még visszaút, 1996-ban sem álltak rajthoz, és ezzel a csapat ténylegesen is megszűnt[10].
- Ugyancsak megszűnt az 1995-ös idény végével a Pacific Grand Prix[11].
- A Ferrari, utolsóként a csapatok közül, elhagyta a V12-es motorformulát, és immár ők is V10-es motort gyártottak.
- A brit nagydíjat követően megszűnt a Forti csapat.

### Pilótaváltozások
- A címvédő Michael Schumacher a Benetton csapatától a Ferrarihoz igazolt, új kihívásokat keresve[12]. Helyet cseréltek Jean Alesivel, aki pedig a Benettonhoz ment. Felajánlották Gerhard Bergernek, hogy legyen Schumacher csapattársa, de ő inkább követte Alesit a Benettonhoz. A Ferrari kettes számú pilótája a Jordantől érkező Eddie Irvine lett.
- Berger döntésével Johnny Herbertnek is távoznia kellett, aki a Saubernél lett Heinz-Harald Frentzen csapattársa.
- A Williams az újonc Jacques Villeneuve kedvéért (aki a regnáló CART bajnok volt és az előző évi Indianapolis 500 győztese) elengedték David Coulthardot. Coulthard a CART-ba tartó Mark Blundell helyére érkezett a McLarenhez, és maradt ott hosszú évekig[13].
- Martin Brundle otthagyta a Ligiert, hogy a Jordannél versenyezzen Irvine helyén. A helyére a csapat leigazolta Pedro Dinizt a Fortitól. Szuzuki Aguri visszavonult[14].
- A Footwork mindhárom előző évi versenyzőjét elengedte. Gianni Morbidelli a Jordan tesztpilótája lett, Max Papis a CART-ba ment, Inoue Taki pedig, miután nem talált magának másik csapatot, elment sportautózni. Két új pilótája a megszűnt Simtektől érkező Jos Verstappen és Ricardo Rosset lettek.
- Luca Badoer a Minarditól a Fortihoz igazolt, a helyére a Minardi az újonc Giancarlo Fisichellát igazolta le. A Forti másik versenyzője Andrea Montermini lett. Fisichellának a nemzetközi túraautó-világbajnokságban való kötelezettségei miatt helyettesei is voltak, Tarso Marques illetve Giovanni Lavaggi személyében[15].

## Futamok
| #   | Futam                | Időpont        | Helyszín                  | Győztes versenyző  | Konstruktőr        | Összefoglaló |
| --- | -------------------- | -------------- | ------------------------- | ------------------ | ------------------ | ------------ |
| 582 | ausztrál nagydíj     | Március 10.    | Melbourne                 | Damon Hill         | Williams-Renault   | Összefoglaló |
| 583 | brazil nagydíj       | Március 31.    | Interlagos                | Damon Hill         | Williams-Renault   | Összefoglaló |
| 584 | argentin nagydíj     | Április 7.     | Oscar Gálvez              | Damon Hill         | Williams-Renault   | Összefoglaló |
| 585 | európai nagydíj      | Április 28.    | Nürburgring               | Jacques Villeneuve | Williams-Renault   | Összefoglaló |
| 586 | San Marinó-i nagydíj | Május 5.       | Imola                     | Damon Hill         | Williams-Renault   | Összefoglaló |
| 587 | monacói nagydíj      | Május 19.      | Monaco                    | Olivier Panis      | Ligier-Mugen-Honda | Összefoglaló |
| 588 | spanyol nagydíj      | Június 2.      | Catalunya                 | Michael Schumacher | Ferrari            | Összefoglaló |
| 589 | kanadai nagydíj      | Június 16.     | Circuit Gilles Villeneuve | Damon Hill         | Williams-Renault   | Összefoglaló |
| 590 | francia nagydíj      | Június 30.     | Magny-Cours               | Damon Hill         | Williams-Renault   | Összefoglaló |
| 591 | brit nagydíj         | Július 14.     | Silverstone               | Jacques Villeneuve | Williams-Renault   | Összefoglaló |
| 592 | német nagydíj        | Július 28.     | Hockenheimring            | Damon Hill         | Williams-Renault   | Összefoglaló |
| 593 | magyar nagydíj       | Augusztus 11.  | Hungaroring               | Jacques Villeneuve | Williams-Renault   | Összefoglaló |
| 594 | belga nagydíj        | Augusztus 25.  | Spa-Francorchamps         | Michael Schumacher | Ferrari            | Összefoglaló |
| 595 | olasz nagydíj        | Szeptember 8.  | Monza                     | Michael Schumacher | Ferrari            | Összefoglaló |
| 596 | portugál nagydíj     | Szeptember 22. | Estoril                   | Jacques Villeneuve | Williams-Renault   | Összefoglaló |
| 597 | japán nagydíj        | Október 13.    | Suzuka                    | Damon Hill         | Williams-Renault   | Összefoglaló |

- Az ausztrál nagydíj Adelaide-ből Melbourne-be került át, és szezonzáró futamból idénynyitóvá vált.
- A csendes-óceáni nagydíjat ebben az évben Indonéziában rendezhették volna meg, az idény utolsó versenyeként, a Sentul városa melletti pályán. Erre nem került sor, mert a pálya alkalmatlan volt Formula–1-es autók versenyzésére.
- Ebben az évben is megrendezték az európai nagydíjat a Nürburgringen, de előrehozták április végére.

## Szabályváltozások
- Már 1995-ben lehetőség volt (de ekkor még nem volt kötelező) a magasabb cockpit építése, hogy az jobban védje a pilóták fejét. 1996-ban ez kötelező lett és még magasabbra építették, belülről pedig egy habból készült fejtámasz óvta a pilótákat az olyan fejsérülésektől, mint amit Mika Häkkinen is szenvedett 1995-ben Ausztráliában. Maga a cockpit nyílása is nagyobb lett.
- Betiltották a tűhegyes orrkúpokat, amelyeket a McLaren, a Tyrrell és a Forti alkalmaztak korábban.
- Az autók minimumtömegét (pilótával együtt) 595-ről 600 kg-ra növelték.
- Az első szárnyak véglapjainak legalább 1 cm vastagnak kellett lennie, nehogy kivágják egy koccanáskor a másik pilóta gumiabroncsát.
- Ettől az idénytől kezdve kettő helyett három szabadedzést tartottak egy hétvégén, naponta 23 helyett 30 kört lehetett megtenni. A pénteki időmérő edzés megszűnt, helyette már csak szombaton tartottak egyet, ahol minden pilóta legfeljebb 12 kört tehetett meg.
- Bevezették az úgynevezett 107 százalékos szabályt, ami azt jelentette, hogy minden versenyzőnek meg kellett futnia a pole pozíciós idő legalább 107 százalékát, különben nem vehetett részt a versenyen[16].
- A korábbi, csak piros és zöld fényekből álló rajtlámpákat lecserélték egy olyanra, amelyen öt piros lámpa villan fel egymás után másodpercenként, majd amikor kialszanak, akkor indul a verseny.
- Új számozási rendszert vezettek be, ami egészen 2013-ig kitartott. Korábban minden csapatnak fix számai voltak, és legfeljebb csak akkor cserélődtek, ha az új bajnok és a korábbi bajnok között felváltották azokat. 1996-tól kezdve a regnáló világbajnok és csapata kapta az 1-es és 2-es számokat, majd a többi csapat következett az előző évi konstruktőri helyezésnek megfelelően. Az új csapatokat mindig legutoljára sorolták be.

## A szezon
Az idény első versenyét Ausztráliában Hill nyerte Villeneuve előtt, Eddie Irvine a Ferrarival lett a harmadik. Sokáig Villeneuve vezette a futamot, de miután a csapat olajszivárgást észlelt nála, megcserélték a két versenyzőjüket.
Brazíliában nagy esőben rendezték meg a futamot, ahol Hill a pole-ból indulva győzedelmeskedett, a második Alesi lett a Benettonnal, a harmadik pedig Schumacher a Ferrarival.
Habár ételmérgezéstől szenvedett, ez nem akadályozta meg Hillt abban, hogy sorozatban a harmadik győzelmet is megszerezze, ezúttal Argentínában. Miután Villeneuve második lett, ez egy kettős győzelem is volt a részükről. Ezen a futamon szerezte Jos Verstappen az idénybeli egyetlen pontját, Andrea Montermini pedig egyedül ekkor ért célba. A versenyen Pedro Diniz két balesettel is érintett volt. Először összeütközött Luca Badoer Fortijával, amely emiatt fejjel lefelé landolt a kavicságyban. Ekkor kijött a biztonsági autó, ő pedig kiállt kereket cserélni. A boxkiállás után azonban a Ligier kigyulladt, mert egy üzemanyag-biztonsági szelep beragadt.
A Nürburgringen rendezett európai nagydíjat Villeneuve nyerte meg, aki így mindössze élete negyedik futamán győzni tudott. A dobogóra még Schumacher és Coulthard fértek fel.
Imolában ismét Hill nyert, aki a második helyről indult. Schumacher lett a második, annak ellenére, hogy a jobb első féke az utolsó körben meghibásodott. Berger harmadik lett, Villeneuve azonban kiesett egy Alesivel történt ütközés után.
A monacói nagydíjat esős körülmények között rendezték, amely rengeteg kiesőt hozott magával, és egy rekordot is, ugyanis mindössze hárman fejezték be a futamot. Olivier Panis nyerte meg a versenyt, akinek ez lett az első és utolsó győzelme, ahogy a Ligier csapat is utoljára nyert, de ez volt a Mugen Honda első győzelme is. Panis a győzelmet egy jól időzített boxkiállásnak köszönhette. A második helyre Coulthard ért oda, a harmadikra Johnny Herbert a Sauberrel.
Spanyolországban életében először nyert Schumacher a Ferrarival, parádés versenyzést bemutatva. A szakadó esőben hibátlanul és gyorsan vezetett, ezért aggatták rá az "Esőmenő" becenevet. A rajtja nem volt a legjobb, de már a 13. körben átvette a vezetést, és onnantól dominált, körönként akár három másodpercet is adva a mezőny többi tagjának. Alesi több mint 45 másodperccel lemaradva lett második, Villeneuve lett a harmadik. A sokáig a második helyen haladó Rubens Barrichellónak kuplungprobléma miatt kellett feladnia az egyébként jó versenyt. Diniz itt szerezte élete első pontját, miután a sokáig ötödik helyen haladó Jos Verstappen baleset miatt kiesett. A pole pozícióból rajtoló Hill kétszer is megpördült az első körökben, majd a 12. körben egy újabb megpördüléssel a falhoz csapta az autóját. A futamot mindössze hatan fejezték be.
Kanadában Hill visszavágott, és pole-ból indulva megnyerte a versenyt. A hazai Villeneuve lett a második, Alesi a harmadik.
A francia nagydíjon Schumacher indulhatott volna a pole-ból, de a motorja elfüstölt a felvezető körön, így fel kellett adnia a versenyt. A Williams újabb kettős győzelmet aratott Hill és Villeneuve révén, Alesi pedig újra harmadik lett. Ezen a versenyen indultak el utoljára a Forti autói (bár mindketten kiestek) - a csapat részt vett még a következő brit nagydíjon is, de ott egyikük sem tudott kvalifikálni.
Silverstone-ban Villeneuve megszerezte második győzelmét, Berger lett a második, a harmadik pedig az a Häkkinen, aki az előző év végi balesete óta először állhatott a dobogóra. Hill indulhatott a pole-ból, de elrontotta a rajtot és féltávnál ki is esett, mert egy kerékrögzítő anya rosszul lett felcsavarva, és emiatt egy előzéskor megpördült. Technikai problémák miat sorozatban a harmadik versenyen kényszerült kiállni mindkét Ferrari.
A német nagydíjat a pole-ból induló Hill nyerte. Berger, aki a második helyről indult, sokáig vezette a versenyt, de három körrel a vége előtt elfüstölt a motorja. Így végül Alesi lett a második, Villeneuve pedig a harmadik. Öt futammal a vége előtt 21 ponttal vezetett Hill a csapattársa előtt.
A magyar nagydíjon a harmadik helyről induló Villeneuve diadalmaskodott. Hill második lett, Alesi a harmadik. Ez volt az idényben az ötödik Williams kettős győzelem, így a csapat bebiztosította a konstruktőri bajnoki címet.
Belgiumban Schumacher nyert, pedig nem volt könnyű hétvégéje. A pénteki szabadedzésen összetörte az autót, amit miután újjáépítettek, a harmadik helyre kvalifikált az időmérőn. A pole-ból induló Villeneuve csak második lett, Häkkinen pedig a harmadik- Hill csak két pontot szerzett egy ötödik hellyel.
Az olasz nagydíjat Schumacher nyerte, nyolc év után ismét győzelemre vezetve a Ferrarit Monzában. Alesi lett a második, Häkkinen a harmadik. A pole-ból Hill indult, aki a verseny elején hibázott, megpördült és kiesett. Szerencséjére Villeneuve sem szerzet pontot ezen a futamon.
Portugáliában Villeneuve nyert, Hill lett a második, Schumacher a harmadik. Ez volt Villeneuve negyedik győzelme, ami miatt az egyéni bajnoki cím sorsa a szezonzárón dőlt el.
Villeneuve bajnoki címéhez az kellett volna, hogy Japánban ő nyerjen, Hill pedig egyáltalán ne szerezzen pontot. Az időmérőn meg is szerezte a pole-t és jól is ment, ám a futam során leesett az egyik kereke, így kiesett. A futamot végül megnyerő Hill lett a világbajnok. A második helyre Schumacher futott be, ami elég volt ahhoz, hogy a végelszámolásnál átvegyék a második helyet a Benettontól a konstruktőri bajnokságban. A harmadik helyre még Häkkinen ért oda.

## Bajnokság végeredménye

### Versenyzők
Pontozás:
| Helyezés | 1. | 2. | 3. | 4. | 5. | 6. | 7.-20. |
| -------- | -- | -- | -- | -- | -- | -- | ------ |
| Pont     | 10 | 6  | 4  | 3  | 2  | 1  | 0      |

| Helyezés | Versenyző    | AUS | BRA | ARG | EUR | SMR | MON | ESP | CAN | FRA | GBR | GER | HUN | BEL | ITA | POR | JPN | Pontszám |
| -------- | ------------ | --- | --- | --- | --- | --- | --- | --- | --- | --- | --- | --- | --- | --- | --- | --- | --- | -------- |
| 1        | Hill         | 1   | 1   | 1   | 4   | 1   | Ki  | Ki  | 1   | 1   | Ki  | 1   | 2   | 5   | Ki  | 2   | 1   | 97       |
| 2        | Villeneuve   | 2   | Ki  | 2   | 1   | 11  | Ki  | 3   | 2   | 2   | 1   | 3   | 1   | 2   | 7   | 1   | Ki  | 78       |
| 3        | M.Schumacher | Ki  | 3   | Ki  | 2   | 2   | Ki  | 1   | Ki  | NI  | Ki  | 4   | 9   | 1   | 1   | 3   | 2   | 59       |
| 4        | Alesi        | Ki  | 2   | 3   | Ki  | 6   | Ki  | 2   | 3   | 3   | Ki  | 2   | 3   | 4   | 2   | 4   | Ki  | 47       |
| 5        | Häkkinen     | 5   | 4   | Ki  | 8   | 8   | 6   | 5   | 5   | 5   | 3   | Ki  | 4   | 3   | 3   | Ki  | 3   | 31       |
| 6        | Berger       | 4   | Ki  | Ki  | 9   | 3   | Ki  | Ki  | Ki  | 4   | 2   | 13  | Ki  | 6   | Ki  | 6   | 4   | 21       |
| 7        | Coulthard    | Ki  | Ki  | 7   | 3   | Ki  | 2   | Ki  | 4   | 6   | 5   | 5   | Ki  | Ki  | Ki  | 13  | 8   | 18       |
| 8        | Barrichello  | Ki  | Ki  | 4   | 5   | 5   | Ki  | Ki  | Ki  | 9   | 4   | 6   | 6   | Ki  | 5   | Ki  | 9   | 14       |
| 9        | Panis        | 7   | 6   | 8   | Ki  | Ki  | 1   | Ki  | Ki  | 7   | Ki  | 7   | 5   | Ki  | Ki  | 10  | 7   | 13       |
| 10       | Irvine       | 3   | 7   | 5   | Ki  | 4   | 7   | Ki  | Ki  | Ki  | Ki  | Ki  | Ki  | Ki  | Ki  | 5   | Ki  | 11       |
| 11       | Brundle      | Ki  | 12  | Ki  | 6   | Ki  | Ki  | Ki  | 6   | 8   | 6   | 10  | Ki  | Ki  | 4   | 9   | 5   | 8        |
| 12       | Frentzen     | 8   | Ki  | Ki  | Ki  | Ki  | 4   | 4   | Ki  | Ki  | 8   | 8   | Ki  | Ki  | Ki  | 7   | 6   | 7        |
| 13       | Salo         | 6   | 5   | Ki  | Kiz | Ki  | 5   | Kiz | Ki  | 10  | 7   | 9   | Ki  | 7   | Ki  | 11  | Ki  | 5        |
| 14       | Herbert      | Ki  | Ki  | 9   | 7   | Ki  | 3   | Ki  | 7   | Kiz | 9   | Ki  | Ki  | Ki  | 9   | 8   | 10  | 4        |
| 15       | Diniz        | 10  | 8   | Ki  | 10  | 7   | Ki  | 6   | Ki  | Ki  | Ki  | Ki  | Ki  | Ki  | 6   | Ki  | Ki  | 2        |
| 16       | Verstappen   | Ki  | Ki  | 6   | Ki  | Ki  | Ki  | Ki  | Ki  | Ki  | 10  | Ki  | Ki  | Ki  | 8   | Ki  | 11  | 1        |
| 17       | Katajama     | 11  | 9   | Ki  | Kiz | Ki  | Ki  | Ki  | Ki  | Ki  | Ki  | Ki  | 7   | 8   | 10  | 12  | Ki  | 0        |
| 18       | Rosset       | 9   | Ki  | Ki  | 11  | Ki  | Ki  | Ki  | Ki  | 11  | Ki  | 11  | 8   | 9   | Ki  | 14  | 13  | 0        |
| 19       | Fisichella   | Ki  |     |     | 13  | Ki  | Ki  | Ki  | 8   | Ki  | 11  |     |     |     |     |     |     | 0        |
| 20       | Lamy         | Ki  | 10  | Ki  | 12  | 9   | Ki  | Ki  | Ki  | 12  | Ki  | 12  | Ki  | 10  | Ki  | 16  | 12  | 0        |
| 21       | Badoer       | NK  | 11  | Ki  | NK  | 10  | Ki  | NK  | Ki  | Ki  | NK  |     |     |     |     |     |     | 0        |
| 22       | Lavaggi      |     |     |     |     |     |     |     |     |     |     | NK  | 10  | NK  | Ki  | 15  | NK  | 0        |
| 23       | Montermini   | NK  | Ki  | 10  | NK  | NK  | NI  | NK  | Ki  | Ki  | NK  |     |     |     |     |     |     | 0        |
| —        | Marques      |     | Ki  | Ki  |     |     |     |     |     |     |     |     |     |     |     |     |     | 0        |
| Helyezés | Versenyző    | AUS | BRA | ARG | EUR | SMR | MON | ESP | CAN | FRA | GBR | GER | HUN | BEL | ITA | POR | JPN | Pontszám |

### Konstruktőrök
|    | Csapat             | Modell         | Motor       | Gumi | Győzelem | Dobogó | Pole pozíció | Leggy. kör | Pont |
| -- | ------------------ | -------------- | ----------- | ---- | -------- | ------ | ------------ | ---------- | ---- |
| 1  | Williams-Renault   | FW18           | Renault     | G    | 12       | 21     | 12           | 11         | 175  |
| 2  | Ferrari            | F310           | Ferrari     | G    | 3        | 9      | 4            | 2          | 70   |
| 3  | Benetton-Renault   | B196           | Renault     | G    |          | 10     |              | 3          | 68   |
| 4  | McLaren-Mercedes   | MP4/11 MP4/11B | Mercedes    | G    |          | 6      |              |            | 49   |
| 5  | Jordan-Peugeot     | 196            | Peugeot     | G    |          |        |              |            | 22   |
| 6  | Ligier-Mugen-Honda | JS43           | Mugen-Honda | G    | 1        | 1      |              |            | 15   |
| 7  | Sauber-Ford        | C15            | Ford        | G    |          | 1      |              |            | 11   |
| 8  | Tyrrell-Yamaha     | 024            | Yamaha      | G    |          |        |              |            | 5    |
| 9  | Footwork-Hart      | FA17           | Hart        | G    |          |        |              |            | 1    |
| 10 | Minardi-Ford       | M195B          | Ford        | G    |          |        |              |            |      |
| 11 | Forti-Ford         | FG01B FG03     | Ford        | G    |          |        |              |            |      |

## Forráshivatkozások
1. ↑  Like father, like son - the second-generation F1 racers (angol nyelven). www.formula1.com. (Hozzáférés: 2025. július 22.)
2. ↑  Damon Hill on Jacques Villeneuve: Williams team-mates (brit angol nyelven). Motor Sport Magazine, 2014. július 7. (Hozzáférés: 2025. július 22.)
3. ↑  Collantine, Keith: The rise and fall of Williams (brit angol nyelven). RaceFans, 2010. április 28. (Hozzáférés: 2025. július 22.)
4. ↑  Olivier PANIS - Wins • STATS F1. www.statsf1.com. (Hozzáférés: 2025. július 22.)
5. ↑  „Numbers Nostalgia - F1 Colours”, F1 Colours, 2010. november 12.. [2021. június 18-i dátummal az eredetiből archiválva] (Hozzáférés: 2025. július 22.) (brit angol nyelvű)
6. ↑  Wayback Machine. www.fia.com. [2005. március 2-i dátummal az eredetiből archiválva]. (Hozzáférés: 2025. július 22.)
7. ↑  New Straits Times - Google Hírek Archívumkereső. news.google.com. (Hozzáférés: 2025. július 22.)
8. ↑  „Jordan to be sponsored by Benson and Hedges”. [2019. február 9-i dátummal az eredetiből archiválva] (Hozzáférés: 2025. július 22.) (angol nyelvű)
9. ↑  grandprix.com (angol nyelven). grandprix.com. [2023. július 5-i dátummal az eredetiből archiválva]. (Hozzáférés: 2025. július 22.)
10. ↑  admin: Larrousse's last months as F1 Team (nl-NL nyelven). UnracedF1.com, 2018. július 28. (Hozzáférés: 2025. július 22.)
11. ↑  admin: The untold story of Pacific Grand Prix in the F1 (nl-NL nyelven). UnracedF1.com, 2017. november 19. (Hozzáférés: 2025. július 22.)
12. ↑  „Schumacher signs for Ferrari”. [2019. február 9-i dátummal az eredetiből archiválva] (Hozzáférés: 2025. július 22.) (angol nyelvű)
13. ↑  BBC - A Sporting Nation - David Coulthard's best season 2001. www.bbc.co.uk. (Hozzáférés: 2025. július 22.)
14. ↑  Aguri SUZUKI • STATS F1. www.statsf1.com. (Hozzáférés: 2025. július 22.)
15. ↑  „Giancarlo Fisichella: Dreams do come true”. [2019. február 12-i dátummal az eredetiből archiválva] (Hozzáférés: 2025. július 22.) (angol nyelvű)
16. ↑  The new rules for 1996. www.grandprix.com. (Hozzáférés: 2025. július 22.)